# Спайкингс, Барри
Барри Спайкингс (англ. Barry Spikings, род. 23 ноября 1939, Бостон, Линкольншир) — британский продюсер, лауреат премии «Оскар» за работу над фильмом «Охотник на оленей» (1978).

## Биография
Родился 23 ноября 1939 года в Бостоне. После окончания работал в местной газете Lincolnshire Standard в качестве репортёра-стажёра, а затем работал в журнале Farmers Weekly, где удостоился премии «Золотой колос».
В 1972 году он стал совладельцем компании British Lion Films. За работу над фильмом «Охотник на оленей» (1978) Спайкингс получил премию «Оскар».
В 1985 году Спайкингс основал канадскую компанию Nelson Holdings International. Позже компания приобрела активы компании по производству видео Embassy Pictures у The Coca-Cola Company, а позднее основал компанию Nelson Entertainment.
Спайкингс занимал пост президента Nelson Entertainment до начала 1990-х годов, а затем заключил производственное партнёрство с Эриком Плескоу.